# Xylosma capillipes
Xylosma capillipes é uma espécie de planta da família Salicaceae.
É endémica da Nova Caledónia.